# Regimentbüchlein (Bern)

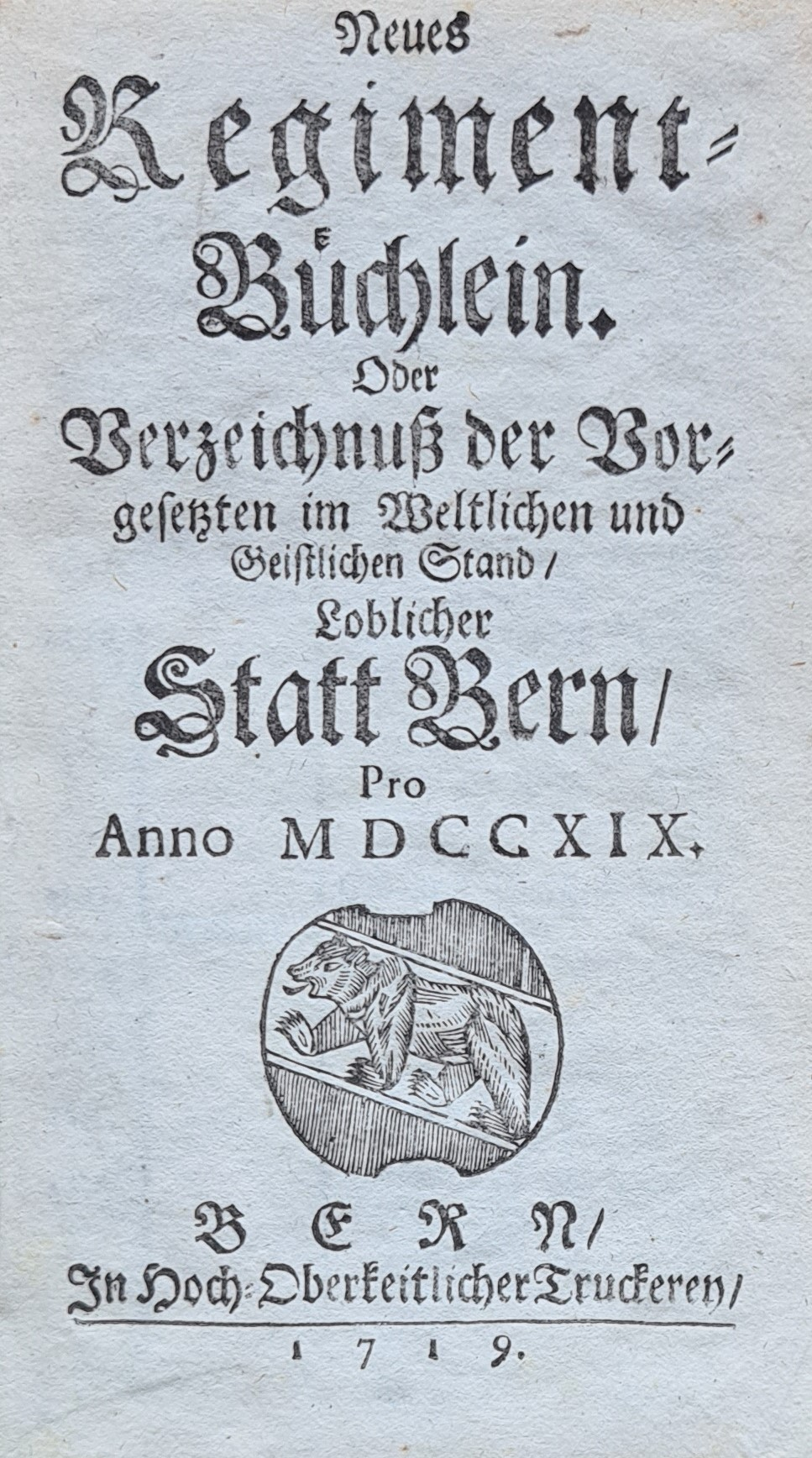
Titelblatt der Ausgabe von 1719

Das Regimentbüchlein (auch Regimentbuch) war das in den Jahren 1707 bis 1837 jährlich erschienene Verzeichnis der Behörden und Verwaltungsangestellten der Stadt und Republik Bern.

## Geschichte
Das Regimentsbüchlein entwickelte sich in Bern aus dem seit 1694 belegten, in der Oberen Druckerei erschienenen Schreibkalender im Duodezformat, der spätestens ab 1708 eine Liste der Mitglieder des Grossen Rats enthielt. 1715 erschien ein Verzeichnis unter dem Titel Meine Gnädige Herren Räht und Burger Hoch-Loblicher Stadt und Stand Bern Sambt Dero Bedienten [...], ohne Angabe der Druckerei oder eines Verlags. 1716 bis 1727 druckte die Obrigkeitliche Druckerei ein Neues Regiment-Büchlein Oder Verzeichnis der Vorgesetzen im Weltlichen und Geistlichen Stand Loblicher Statt Bern [...]. 1719 druckte Samuel Küpfer (1687–1765), Konkurrent der Obrigkeitlichen Druckerei, den Titel ebenfalls. Im Jahr 1729 produzierte Emanuel Hortin unter dem Titel Vollkommnes Staats-Register oder Verzeichnus aller Hohen Standes-Gliedern Hoch-Loblicher Stadt Bern zudem ein dem Regimentsbüchlein ähnliches Verzeichnis. Die Jahrgänge 1735 bis 1798 erschienen dann kontinuierlich und ausschliesslich in der Oberen Druckerei, mit variierenden Titeln (Neues Regiments-Büchlein [...] (1716–1746), Regiment-Büchlein [...], Regimentbüchlein [...] (1763–1764), Erneuertes Regimentbuch [...] (1765–1797)). 
Für die Jahre 1763 bis 1790 ist unter dem Titel Almanac pour l'année bissextile [...] contenant enfin l'état de la République de Berne auch eine französische Ausgabe belegt. Unter dem Doppeltitel Almanach de Lausanne [...]. Almanach pour l' an de grâce erschien in Lausanne ebenfalls eine französische Ausgabe. Der Verleger und Drucker Henri-Emanuel Vincent verkaufte die Erzeugnisse der Obrigkeitlichen Druckerei als Kommissionsbuchhändler.
Die letzte Ausgabe der Stadt und Republik Bern erschien auf Ostern 1797, für das Jahr 1798 erschien ein Bernerisches Regimentbüchlein. Oder: Verzeichnis sämtlicher in der Hauptstadt der helvetischen Republik sich aufhaltenden Regierungsglieder [...]. Für die Jahre 1799, 1801 und 1802 sind ebenfalls Behörden- und Verwaltungsverzeichnisse belegt, 1804 erschien das Regimentbuch über des Löblichen Kantons Bern weltliche und geistliche Verfassung, von 1805 bis 1817 der Titel Erneuertes Regimentbüchlein [...], von 1818 bis 1830 hiess es Erneuertes Regimentbuch [...] und von 1831 bis 1837 Regimentsbuch der Republik Bern [...]. Die Nachfolgezeitschrift hiess Bernerischer Staats-Kalender (bis 1846) oder Bernischer Staatskalender, seit 1974 Staatskalender des Kantons Bern. Die Jahrgänge 1818 bis 1846 erschienen bei der Druckerei Stämpfli.

## Ausgaben
Die Regimentsbüchlein erschienen in verschiedenen Formen, teilweise als Schreibkalender, mit astrologischen und meteorologischen Angaben, einem Verzeichnis der Jahrmärkte sowie des Standes Bern Weltliche und Geistliche Verfassung, einem Verzeichnis der Mitglieder des Kleinen und Grossen Rates (das Regiment, geordnet nach Geschlechtern), der Gerichtsbehörden, Kammern und Kommissionen, der Landvogteien, Ämter und Dienste, der Pfarreien, Helfereien und Schulen. Das Regimentsbüchlein wurde als Broschur verkauft und nach Kundenwunsch eingebunden. Oftmals sind die Ausgaben durchschossen und enthalten kulturgeschichtlich bedeutende Notizen ihrer Besitzer.
Eine vollständige, staatliche Sammlung der Regimentsbüchlein ist nicht überliefert. Die im Staatsarchiv Bern und der Burgerbibliothek Bern vorhandenen, unvollständigen Reihen wurden aus Pertinenzbeständen zusammengestellt.

Ausgaben
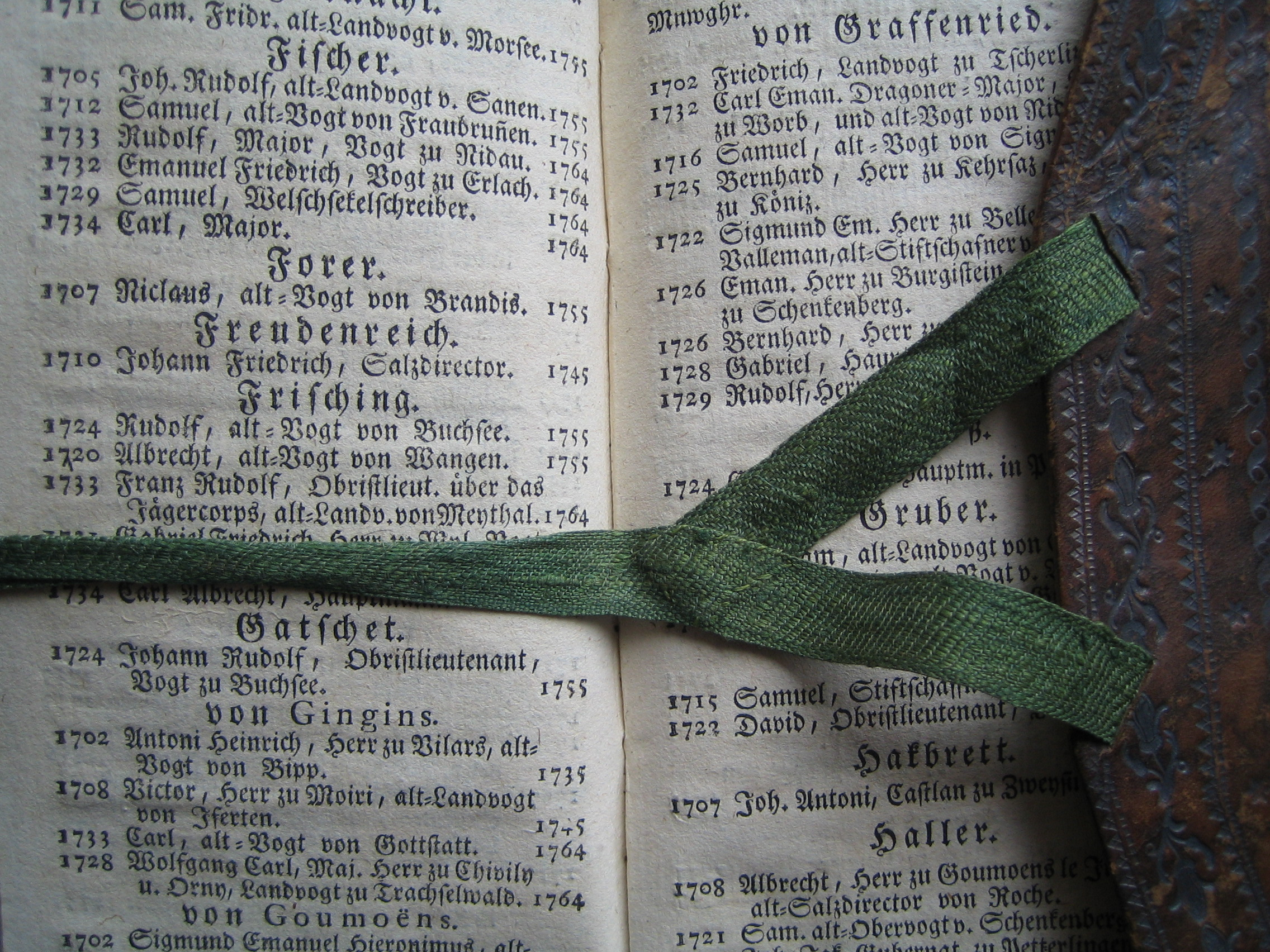
Verzeichnis der Grossräte in der Ausgabe von 1775
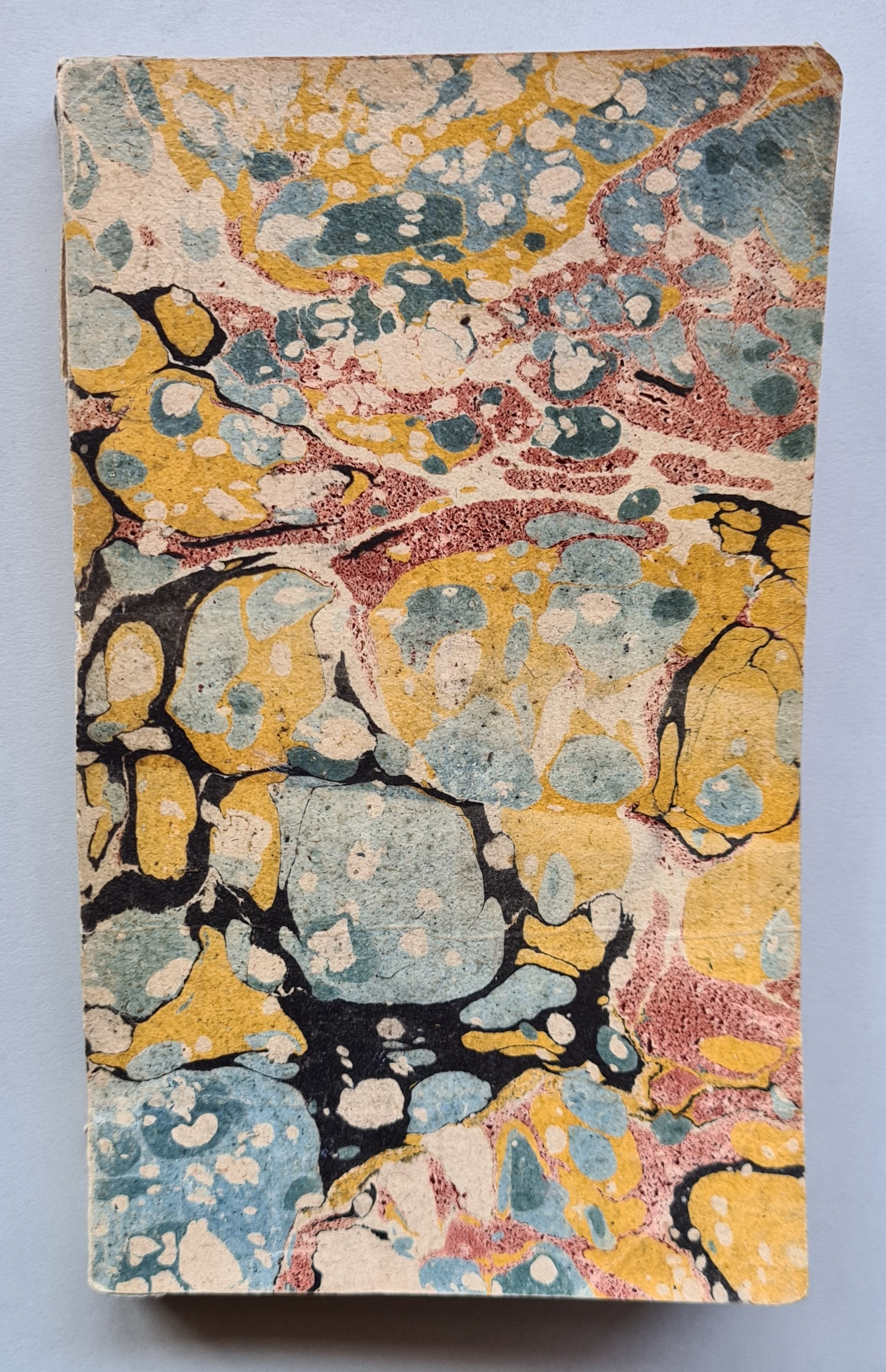
Umschlag der französischen Ausgabe von 1776
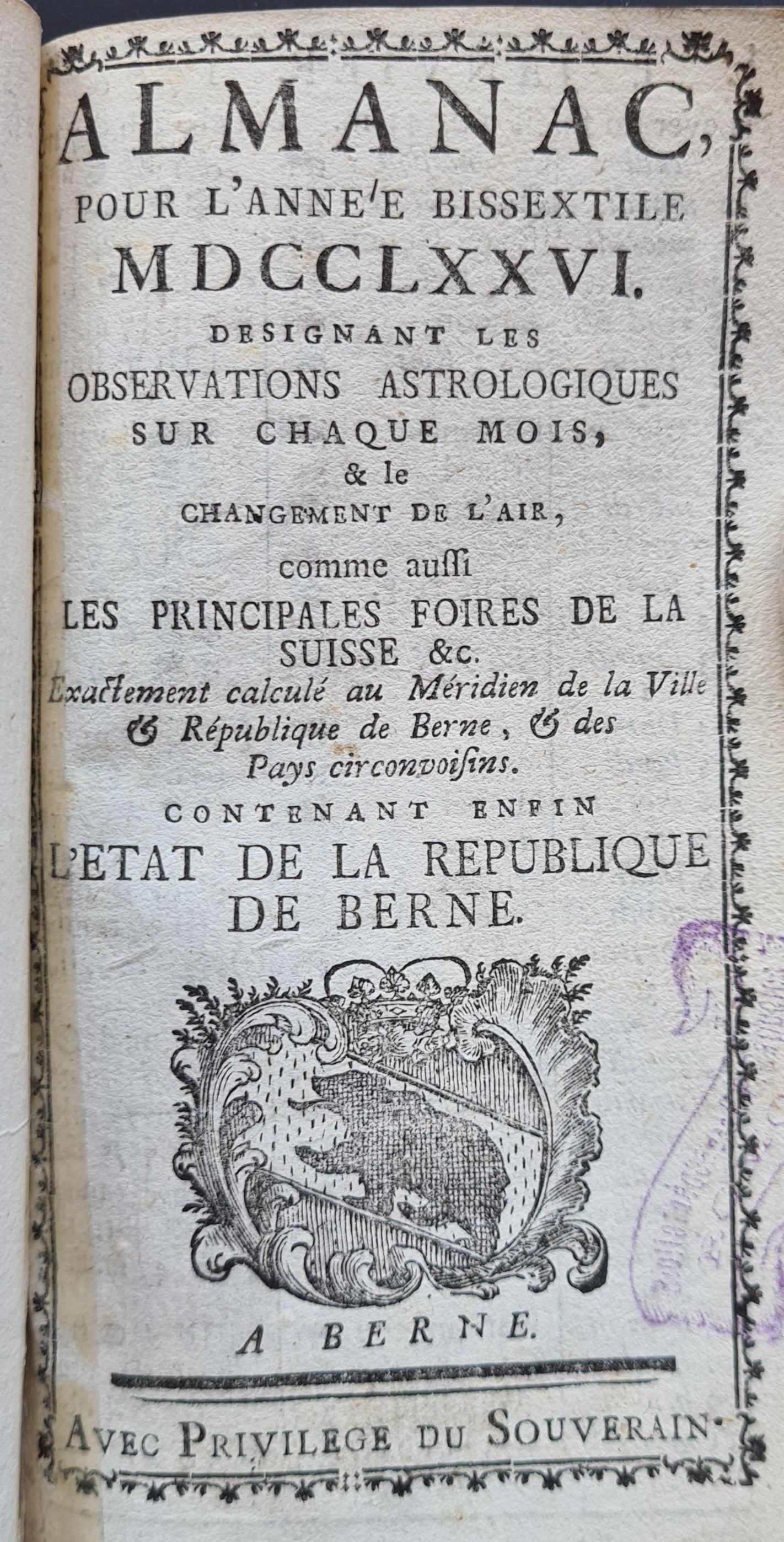
Titelblatt der französischen Ausgabe von 1776
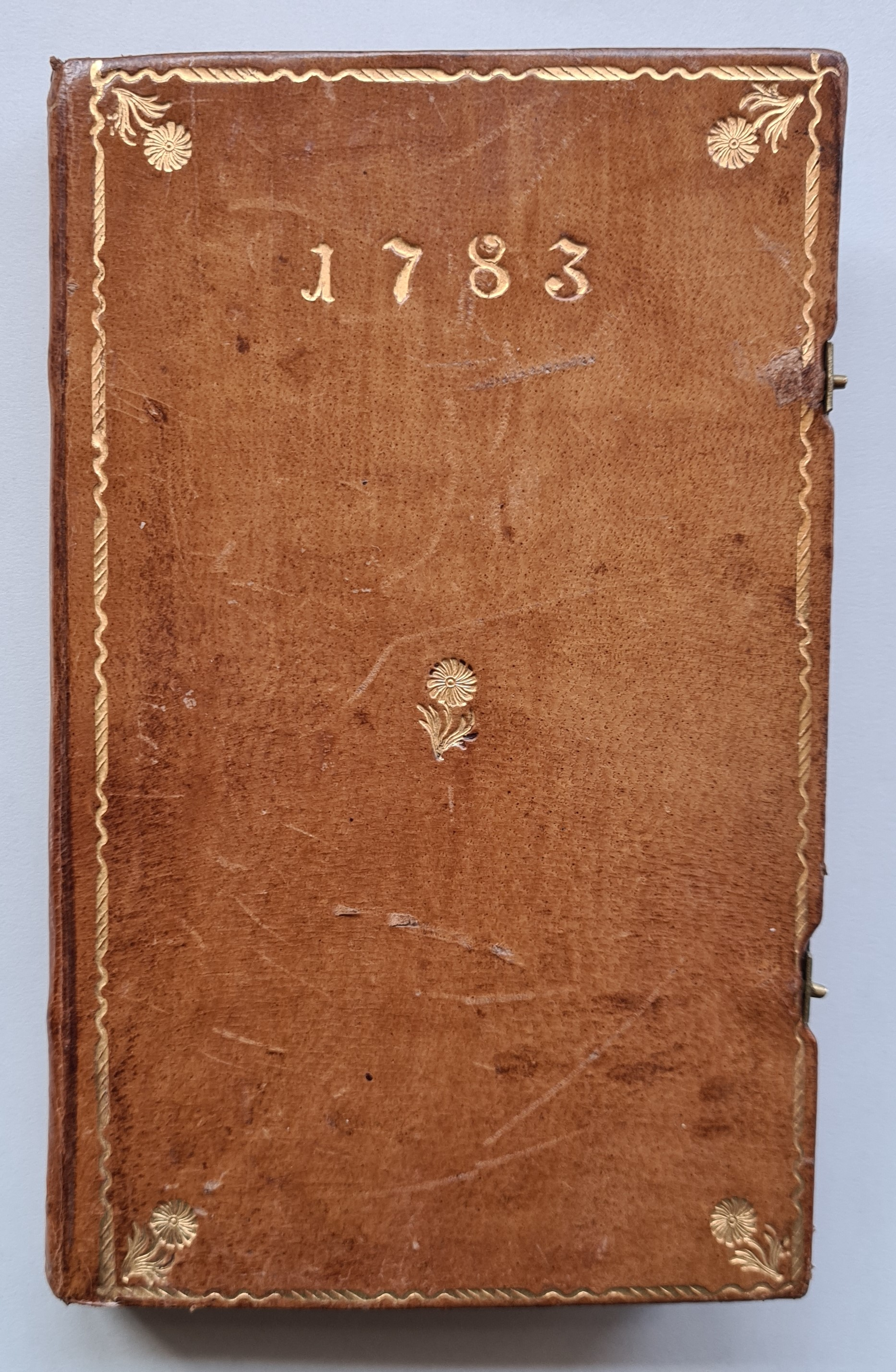
Ausgabe von 1783, Einband mit Goldprägung und Goldschnitt
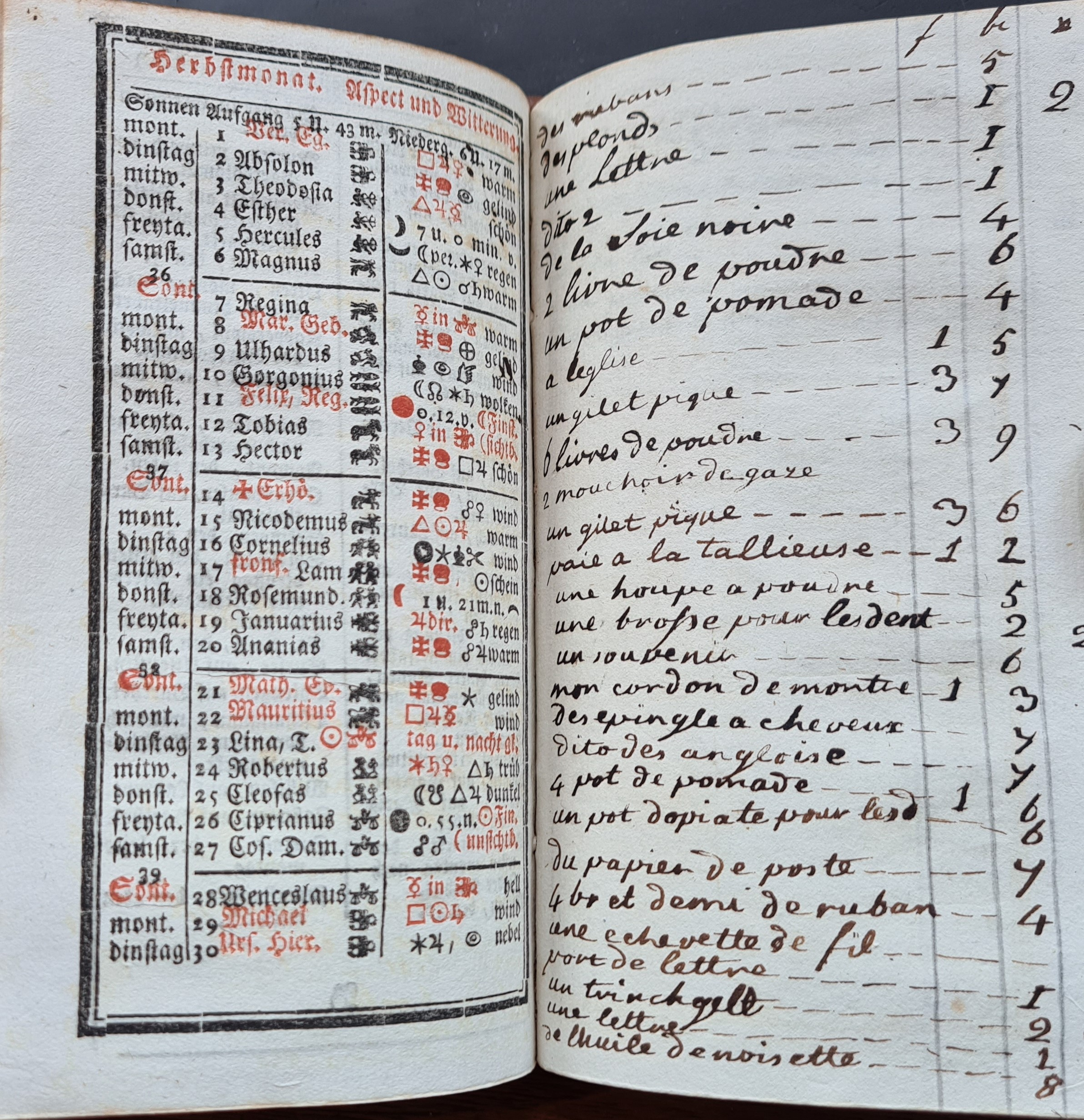
Ausgabe von 1783, mit anonymen Notizen
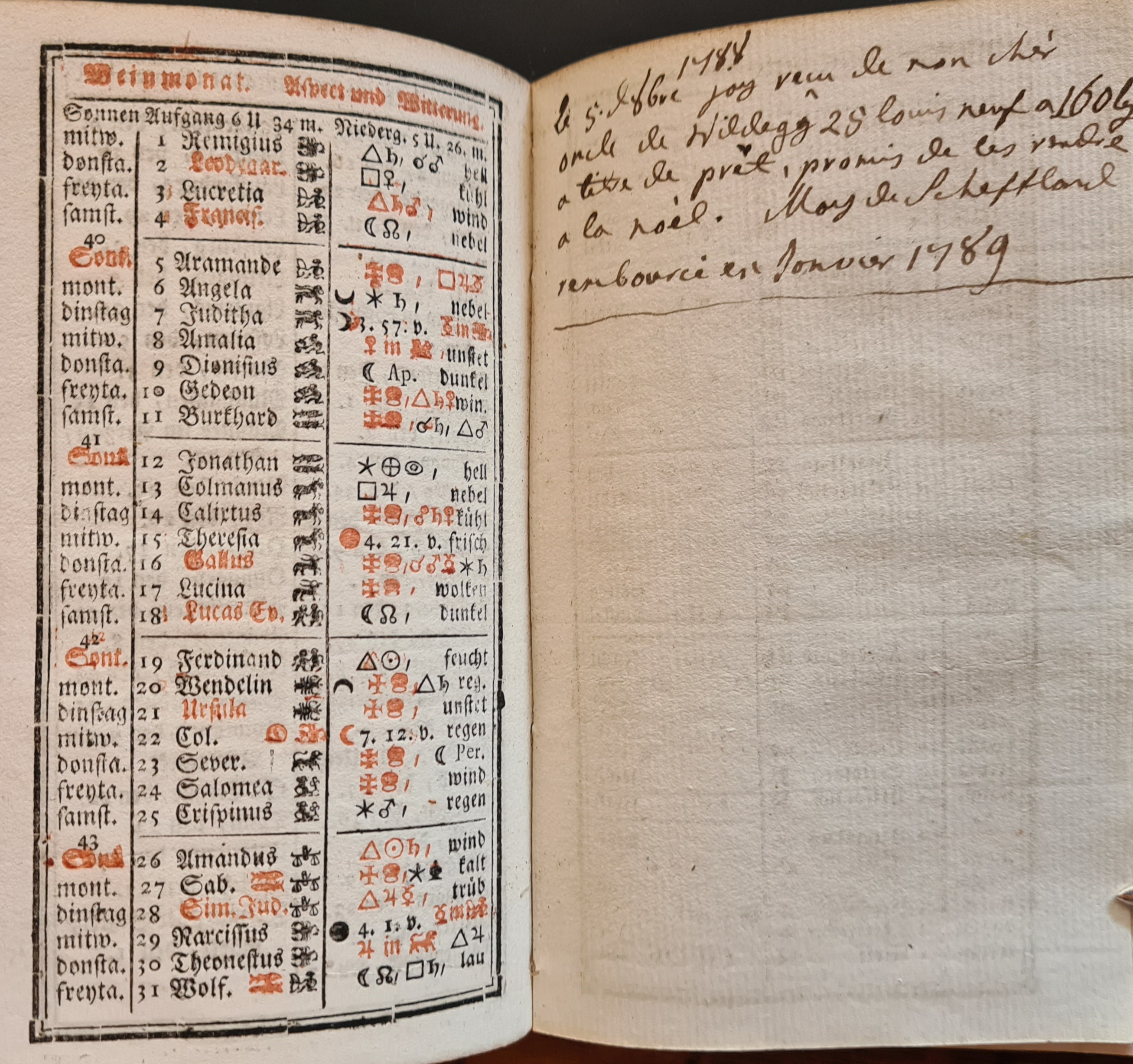
Ausgabe von 1788, mit Notizen von Carl Friedrich Rudolf May
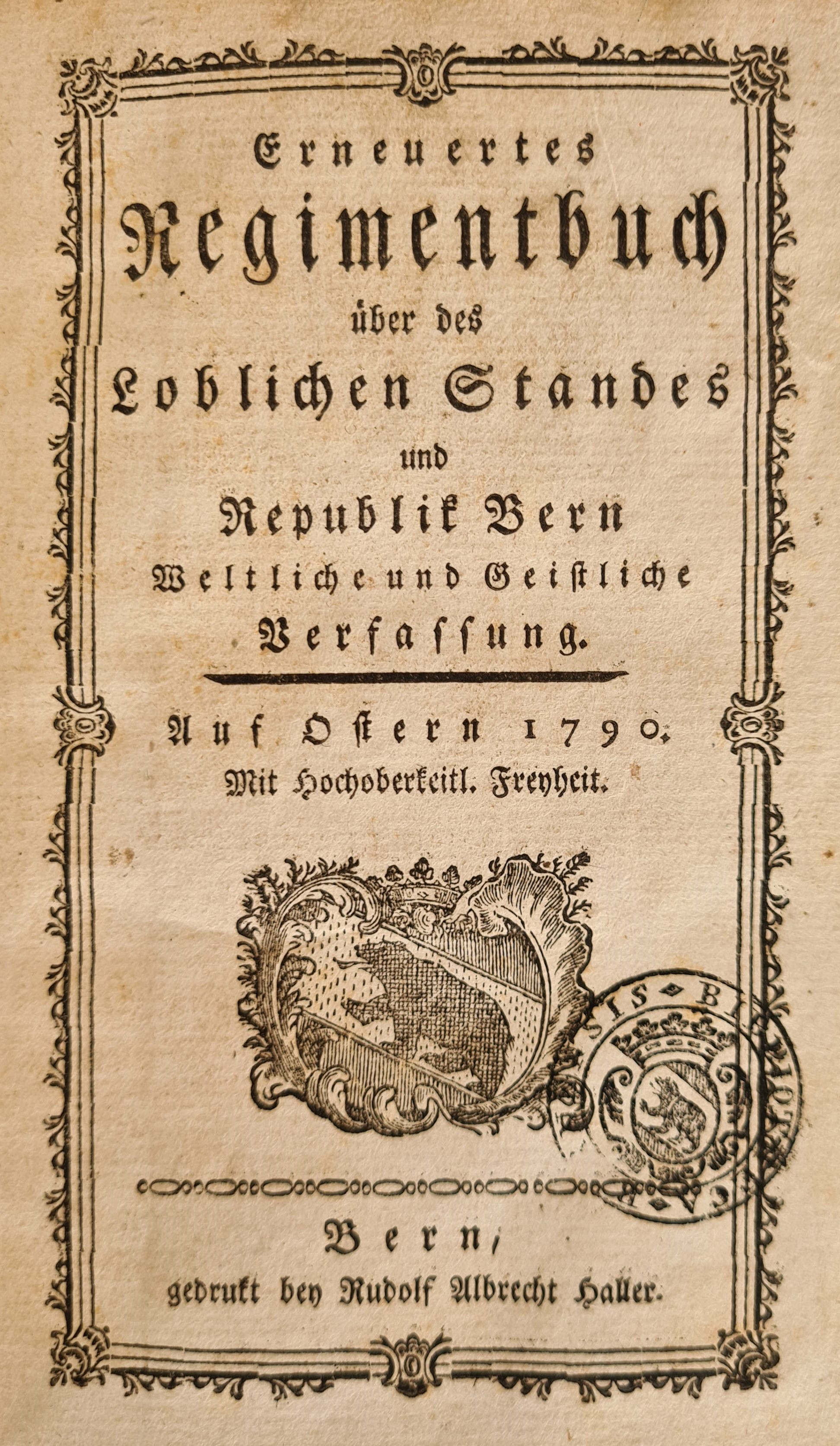
Titelblatt der Ausgabe von 1790, ausgeschiedenes Exemplar der Stadtbibliothek Bern